# Карема
Карема (итал. Carema) — коммуна в Италии, располагается в регионе Пьемонт, в провинции Турин.
Население составляет 769 человек (2008 г.), плотность населения составляет 77 чел./км². Занимает площадь 10 км². Почтовый индекс — 10010. Телефонный код — 0125.
Покровителем коммуны почитается святитель Мартин Турский, празднование 11 ноября.

## Демография
Динамика населения:

## Администрация коммуны
- Официальный сайт: